# تیم ملی بسکتبال زنان سوئد
تیم ملی بسکتبال زنان سوئد (سوئدی: svenska dambasketlandslaget) نماینده سوئد در مسابقات بین‌المللی بسکتبال زنان است.